# Jelena Anatoljewna Besborodowa
Jelena Anatoljewna Besborodowa (russisch Елена Анатольевна Безбородова; * 24. März 1962 in Moskau) ist eine sowjetisch-russische Bildhauerin.

## Leben
Besborodowa besuchte das Moskauer Akademische Kunstlyzeum (Abschluss 1980) und studierte dann am Moskauer Staatlichen Akademischen Surikow-Kunstinstitut mit Abschluss 1986.
Seit 1983 hat Besborodowa an nationalen und internationalen Kunstausstellungen teilgenommen. 1995 schuf sie für eine Moskauer Kreuzerhöhungskirche die Skulptur der Kreuzigung Jesu Christi. Einzelausstellungen Besborodowas fanden 2003 in den Russischen Zentren in Wien und Budapest statt. Als 2004 die russische Regierung  der ägyptischen Bibliothek von Alexandria 3000 Bücher und Besborodowas Skulptur der Tänzerin Anna Pawlowa schenkte, wurde Besborodowa nach Alexandria eingeladen. 2005 entwickelte sie das Projekt Und sie verwandelten sich in weiße Kraniche für ein Denkmal für die Verteidiger Moskaus 1941 in der Schlacht um Moskau des Deutsch-Sowjetischen Kriegs, das vom Gouverneur der Oblast Moskau Boris Gromow sogleich genehmigt wurde. 2006 schuf sie eine Skulptur des Johannes des Täufers für ein Denkmalprojekt in der alten Hauptstadt Montenegros Cetinje.
2007 war Besborodowa an der ersten Internationalen Ausstellung Russisch-Orthodoxer Kunst Licht der Welt in der Moskauer Manege beteiligt. Dort wurde anlässlich der Ankunft von Reliquien des Apostels und Evangelisten Lukas dem Patriarchen von Moskau und der ganzen Rus Alexius II. eine Lukas-Skulptur überreicht, die Besborodowa 2006 geschaffen hatte. Nach dem Tod des am 5. Dezember 2008 verstorbenen Patriarchen Alexius II. beteiligte sich Besborodowa an der Gedenkausstellung für Alexius II. im März 2009 im Moskauer Kreml.
Besborodowas geistlich-patriotische Ausstellung Und sie verwandelten sich in weiße kraniche 2008 im Lenino-Snegirjowski-Museum für Militärgeschichte in der Datschensiedlung Snegiri im Rajon Istra war eine Zusammenfassung ihres Schaffens. Besborodowa ist Mitglied der Union der Künstler Russlands seit 1989 und war Geschäftsführungsvorsitzende der 2006 gegründeten Union der Künstler der Region Moskau (bis 2008).

## Ehrungen, Preise
- Verdiente Kulturarbeiterin der Oblast Moskau (2004)[1]
- Verdiente Künstlerin Russlands (2009)[1]
- Medaille der Ausstellung der Errungenschaften der Volkswirtschaft Russlands